# Belton Sutherland
 (juillet 2022).
Pour les articles homonymes, voir Sutherland.
Belton Sutherland, né le 14 février 1911 à Camdem (en), Mississippi et mort le 7 octobre 1983, est un chanteur, guitariste et compositeur américain de blues.
Les rares archives existantes de ses performances ont été enregistrées par Alan Lomax et l'Association for Cultural Equity (ACE) pour le film The Land where the Blues Began.

## Biographie
Né dans une famille de métayers à Camden dans le Mississipi, ses parents, Mattie et William Sutherland, ont 13 enfants, dont Belton est le neuvième. Sa mère meurt peu avant son huitième anniversaire.
A 18 ans, il se marie à Louise, 14 ans, et s'installent ensemble dans le comté de Holmes, dans l'Ohio. Dans les années 30, la Grande Dépression aura un effet dévastateur aux États-Unis, notamment sur les jeunes couples, et Belton et Louise se séparent quelques années après. Belton décide alors de retourner dans le comté de Madison, au Mississippi. Il se marie avec Annie Troy qui le 24 janvier 1936 donne naissance à un fils, Edward. Peu après, Belton est arrêté et condamné à deux ans de travaux forcés dans un pénitencier, officiellement à cause d'un chèque falsifié. Toutefois, il est libéré par le gouverneur après huit mois.
Prenant part à la grande migration afro-américaine, il déménage à Chicago, où il vit 37 années, avant de retourner au Mississippi.
Le folkloriste Worth Long, faisant partie du Student Nonviolent Coordinating Committee (SNCC), fait sa rencontre dans les années 60. Il le présente à Alan Lomax, qui l'enregistre le 3 septembre 1978 pour son film The Land where the Blues Began. Après, Belton Sutherland n'enregistrera plus un seul morceau.
Il meurt le 7 octobre 1983, à l'âge de 72 ans. Ses funérailles ont lieu le 15 octobre, au St John M.B. Church Cemetery à Madison.

## Style musical
Dans les trois morceaux enregistrés de Sutherland, celui-ci joue avec une guitare « Kay Archtop" », accordée légèrement en dessous de la tonalité habituelle, ce qui permet à Sutherland d'user de la technique du bend d'une manière particulière.